# Simon Plouffe

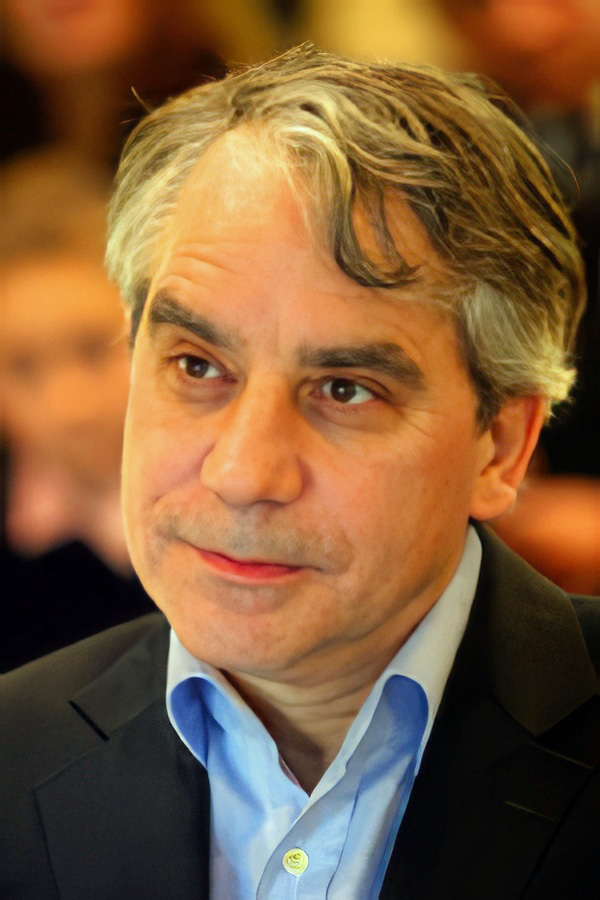

Simon Plouffe (* 11. Juni 1956 in Saint-Jovite, Québec) ist ein kanadischer Mathematiker. 
Plouffe wurde 1992 an der Université du Québec à Montréal mit der Schrift  Approximations de séries génératrices et quelques conjectures promoviert. Er entdeckte 1995 die dem BBP-Algorithmus zugrunde liegende Formel (die Bailey-Borwein-Plouffe-Formel), welche die Extraktion der n-ten Ziffer der Binärentwicklung der Kreiszahl π ermöglicht. Plouffe ist zudem Koautor der Encyclopedia of Integer Sequences (Enzyklopädie der ganzzahligen Folgen), aus der 1995 eine Website (On-Line Encyclopedia of Integer Sequences) entstand. Im Jahr 1996 entdeckte Plouffe einen Algorithmus für die Berechnung von π in beliebigen Basen. Plouffe's Inverter war bis 2012 eine Website, die über 200 Millionen mathematische Konstanten aufführte und es ermöglichte, aus der Folge ihrer ersten Dezimalziffern die zugehörige mathematische Definition zu finden. Einen gewissen Ersatz bietet die Website Inverse Symbolic Calculator Plus.
 Beide Online-Zahlen-Checker basieren auf den Inverse Symbolic Calculator, den Peter und Jonathan Borwein Ende der 1990er zusammen mit Simon Plouffe an der Simon Fraser University aufgebaut hatten.